# Злочин відбувся
«Злочин відбувся» («დანაშაული მოხდა») — радянський художній фільм-кримінальна драма 1988 року, знятий режисером Наною Мчедлідзе на кіностудії «Грузія-фільм».

## Сюжет
Події фільму відбуваються в одному із великих дворів сучасного Тбілісі, де щодня збираються підлітки. Загалом непогані хлопці, коли збираються разом, стають некерованими та агресивними. Одного разу, добряче випивши, герої вплуталися в бійку зі спортсменом та його приятелем, який приїхав на відвідини. Намагаючись примирити ворогуючі угруповання, солдат, захищаючи друга, прийняв він удар ножа — і тбіліський двір став головним свідком невипадкової смерті.

## У ролях
- Леван Учанейшвілі — головна роль
- Мурман Джинорія — Вахтанг
- Георгій Тавадзе — головна роль
- Іраклій Кавсадзе — роль другого плану
- Кахі Кавсадзе — роль другого плану
- Мака Махарадзе — роль другого плану
- Русудан Кікнадзе — роль другого плану
- Паліко Нозадзе — роль другого плану
- Дато Кублашвілі — роль другого плану
- Гіві Чічінадзе — роль другого плану
- Іраклій Учанейшвілі — роль другого плану
- Зураб Берікашвілі — роль другого плану
- Елісо Авазашвілі — роль другого плану
- Артем Гаспаров — роль другого плану
- Етері Геловані — роль другого плану
- Бондо Гогінава — роль другого плану
- Клара Гогішвілі — роль другого плану
- Отар Зауташвілі — роль другого плану
- Ніно Какабадзе — роль другого плану
- Бесік Лобжанідзе — роль другого плану
- Тамріко Мелікішвілі — роль другого плану
- Катерина Міндіашвілі — роль другого плану
- Катерина Мчедлідзе — роль другого плану
- Важа Пірцхалаїшвілі — роль другого плану
- Каха Таварткіладзе — роль другого плану
- Манана Таралашвілі — роль другого плану
- Дареджан Харшиладзе — роль другого плану
- Шалва Херхеулідзе — роль другого плану
- Ніколоз Циклаурі — роль другого плану
- Нугзар Цомаїя — роль другого плану
- Леван Челідзе — роль другого плану
- Н. Берелашвілі — роль другого плану
- І. Лабадзе — роль другого плану
- А. Ніколаїшвілі — роль другого плану
- Н. Сідамонідзе — роль другого плану

## Знімальна група
- Режисер — Нана Мчедлідзе
- Сценаристи — Нана Мчедлідзе, Леван Челідзе
- Оператор — Юрій Кікабідзе
- Художник — Джемал Мірзашвілі